# Бейка-де-Сус
Бейка-де-Сус (рум. Beica de Sus) — село у повіті Муреш в Румунії. Входить до складу комуни Бейка-де-Жос.
Село розташоване на відстані 274 км на північ від Бухареста, 29 км на північний схід від Тиргу-Муреша, 93 км на схід від Клуж-Напоки, 134 км на північний захід від Брашова.

## Населення
За даними перепису населення 2002 року у селі проживали 270 осіб.
Національний склад населення села:
| Національність | Кількість осіб | Відсоток |
| -------------- | -------------- | -------- |
| румуни         | 149            | 55,2%    |
| цигани         | 119            | 44,1%    |

Рідною мовою назвали:
| Мова      | Кількість осіб | Відсоток |
| --------- | -------------- | -------- |
| румунська | 149            | 55,2%    |
| циганська | 119            | 44,1%    |